# Geoffroy Frotier de Bagneux
Geoffroy Frotier de Bagneux est un volontaire français ayant participé à la Libération de la France dans les Forces Françaises Libres sous les ordres du général Leclerc. Il a exercé la fonction d'attaché militaire au cabinet du général de Gaulle, président du Gouvernement Provisoire de la République Française à Paris en 1945. Il  porte le titre de Compagnon de la Libération.

## Famille

Blason de la famille Frotier

Geoffroy Marie Amaury Frotier de Bagneux est né le 27 décembre 1909 à Paris, mort le 14 octobre 1973 à Fontainebleau et inhumé à Fréhel. Il est le fils du vicomte Guy-Alphonse Frotier de Bagneux (1865-1938) et de Mary-Stanislas-Claire de La Moussaye (1881-1939), fille de Georges-Maurice-Olivier-Marie , marquis de La Moussaye (1838-1909),  général de brigade, officier de l'Ordre de la Légion d'Honneur et de Marie-Sophie-Béatrix  de Seran de La Tour. Il est le petit-fils de Marie-Léon Zénobe Frotier de Bagneux (1828-1915) et de Jeanne-Henriette-Marie Budes de Guébriant (1842-1868), fille d'Ernest-Louis-Marie-Sylvestre Budes de Guébriant et de Cécile de Rochechouart-Mortemart. Il a épousé Monique Hunebelle (1916-1983) qui lui a donné deux garçons et deux filles.
La Famille Frotier, d'extraction chevaleresque (1393), est originaire du Poitou. Elle est notamment illustrée par Pierre Frotier, compagnon d'armes du roi Charles VII et capitaine de sa garde.

## Biographie
Geoffroy Frotier de Bagneux, diplômé d'une école d'ingénieurs, est admis comme élève-aspirant de réserve dans l'arme de la cavalerie, à l'École de cavalerie de Saumur, en 1936. Il est promu  sous-lieutenant de réserve et effectue son service militaire dans une unité de cavalerie.
Il s'est illustré dans les Forces Françaises Libres à l'Appel du 18 juin. Il s'est engagé dans la Colonne Leclerc, puis dans la 2e Division Blindée, au cours de  la Libération de la France.

### 1940-1945- Son engagement dans les Forces Françaises Libres
À l'appel du Général de Gaulle, il s'engage le 20 octobre 1940 dans les Forces Française Libres en Angleterre, après avoir transité par Gibraltar. Il est affecté au bataillon de chasseurs de Camberley, puis il rejoint en Juillet 1941, au Tchad (Afrique française libre), la Colonne Leclerc.
Sous les ordres du Général Leclerc, il participe comme chef de peloton de la 2° compagnie du Régiment de tirailleurs sénégalais du Tchad, aux combats du Fezzan, de Libye, de Tripolitaine et de Tunisie, contre les armées allemandes et italiennes.
Lors de la Campagne de Tunisie, Geoffroy Frotier de Bagneux participe le 10 mars 1943 à la  Bataille de Ksar Ghilane: il prend le commandement d'une patrouille de reconnaissance et rapporte sous le feu de l'ennemi des renseignements de la plus haute importance sur les positions adverses.
Il est affecté à la 2° Division Blindée débarquée en Normandie et participe aux combats de la Libération. Il est nommé adjoint au chef du 4e Bureau, avant d'être nommé chef de la Sécurité Militaire de la 2e Division Blindée. À ce poste, il exécute des missions de reconnaissance dans des localités ou des régions restées sous le contrôle de l'ennemi.
Il est titulaire de quatre citations.

### Mai-Novembre1945- Attaché militaire au cabinet du général de Gaulle
Geoffroy Frotier de Bagneux est désigné pour occuper les fonctions de conseiller, comme attaché militaire au cabinet du général de Gaulle, président du Gouvernement provisoire de la République française. Il exerce ses fonctions au siège de la rue Saint-Dominique à Paris. Parmi les soixante conseillers présents, il fait partie des quatorze militaires nommés Compagnons de la Libération, en reconnaissance de sa participation à la Libération de la France. C'est le capitaine Geoffroy de Bagneux qui, du fait de ses liens de famille (son frère ayant épousé Marie-Henriette de Bonneval) introduit le capitaine Gaston de Bonneval, ancien résistant et déporté, auprès du général de Gaulle, en août  1945, qui l'agrée comme aide de camp.
Geoffroy Frotier de Bagneux, promu au grade de lieutenant-colonel ,  est démobilisé après la Libération . Il va exercer une activité civile au  Maroc, avant de prendre sa retraite en Métropole. Il meurt accidentellement le 14 octobre 1973 à Fontainebleau.

## Distinctions
- Chevalier de la Légion d'honneur
- Compagnon de la Libération par décret du 24 mars 1945[7]
- Croix de guerre 1939–1945 (4 citations)
- Médaille coloniale